# كاهور دراز (مقاطعة فارياب)
كاهور دراز (بالإنجليزية: Kahur Deraz, Faryab)‏ هي مستوطنة تقع في البلدة المركزية في إيران. يقدر عدد سكانها بـ 124 نسمة.